# اندرو کانلی
اندرو کانلی (به انگلیسی: Andrew Connolly) (زاده ۳۰ نوامبر ۱۹۶۵) بازیگر ایرلندی است.
از فیلم‌ها و سریال‌های تلویزیونی معروف او، می‌توان به بازی در فیلم بازی پاتریوت، در برادوی و برامول اشاره کرد.